# Pnina
Pnina (hebrejsky פנינה) je ženské biblické a rodné jméno hebrejského původu, které znamená „perla“.
V Bibli je Pnina druhou manželkou Elkany, otce proroka Samuela. Ekumenický překlad toto jméno přepisuje jako Penina. V jazyce jidiš se jméno používá v překladu jako Perele. Jméno Pnina je dodnes užívané v Izraeli. Další, moderní verzí jména je Pninit.

## Nositelky jména
- Pnina Zalcman – izraelská klavíristka
- Pnina Rozenblum – izraelská modelka a podnikatelka
- Pnina Tamano-Šata – izraelská politička